# Svenska idrottsgalan 2004
Svenska idrottsgalan 2004 hölls i Globen den 19 januari 2004. Peter Jihde och Claes Åkeson var programledare. Svante Perssons orkester spelade under musikpauserna.
Priser till Sveriges bästa idrottare under 2003 delades ut i följande kategorier. Årets kvinnliga idrottare, Årets manlige idrottare, Årets lag, Årets ledare, Årets nykomling, Årets prestation och Årets idrottare med funktionshinder. Dessutom delades Jerringpriset, Idrottsakademins hederspris, TV-sportens Sportspegelpris och forskarpriset ut.

## Priser
| Pris                                | Prisutdelare | Nominerade | Vinnare                                       |                                 |
| ----------------------------------- | ------------ | --- | --------------------------------------------- | ------------------------------- |
| Årets kvinnliga idrottare           |              | Susanne Ljungskog, cykel Carolina Klüft, friidrott Annika Sörenstam, golf Anja Pärson, alpint                                      | Annika Sörenstam, golf                        |                                 |
| Årets manlige idrottare             |              | Christian Olsson friidrott Peter Forsberg, ishockey Martin Lidberg, brottning Stefan Holm, friidrott                               | Christian Olsson, friidrott                   |                                 |
| Årets lag                           |              | Sveriges damlandslag i fotboll Sveriges herrlandslag i innebandy Herrlandslaget i bowling Henrik Nilsson & Markus Oscarsson, kanot | Sveriges damlandslag i fotboll                |                                 |
| Årets ledare                        |              | Kenth Hultqvist, bandy Yannick Tregaro, friidrott Ulf Karlsson, friidrott Marika Domanski Lyfors, fotboll                          | Ulf Karlsson, friidrott                       |                                 |
| Årets nykomling                     |              | Linus Thörnblad, friidrott Lina Johansson, konståkning Robin Söderling, tennis Josefine Öqvist, fotboll                            | Linus Thörnblad, friidrott                    |                                 |
| Årets prestation                    |              | Carolina Klüft, friidrott Kajsa Bergqvist, friidrott Herrlandslaget i ishockey Susanne Ljungskog, cykel                            | Carolina Klüft, friidrott                     |                                 |
| Årets idrottare med funktionshinder |              | Fredrik Andersson & Magnus Andrée, bordtennis Jonas Jacobsson, sportskytte Maria Levin, sportskytte Madelene Nordlund, friidrott   | Fredrik Andersson & Magnus Andrée, bordtennis |                                 |
| Jerringpriset                       |              | Vinnare: Annika Sörenstam, golf | Vinnare: Annika Sörenstam, golf               | Vinnare: Annika Sörenstam, golf |
| Idrottsakademins hederspris         |              | Vinnare: Sven Plex Petersson | Vinnare: Sven Plex Petersson                  | Vinnare: Sven Plex Petersson    |
| TV-sportens Sportspegelpris         |              | Vinnare: Kajsa Murmark | Vinnare: Kajsa Murmark                        | Vinnare: Kajsa Murmark          |

### Fotnoter
1. ↑  ”Svensk mediedatabas”. http://smdb.kb.se/catalog/id/001627223. Läst 16 september 2011.